# Gamergus africanus
Gamergus africanus är en insektsart som beskrevs av Melichar 1906. Gamergus africanus ingår i släktet Gamergus och familjen sköldstritar. Inga underarter finns listade i Catalogue of Life.